# Chambre syndicale française des négociants et experts en philatélie
Pour les articles homonymes, voir CNEP.
La Chambre syndicale française des Négociants et Experts en Philatélie (CNEP, ex-CSNTP) est un syndicat français crée en novembre 1970 regroupant des marchands de timbres vendant du matériel dédié à la philatélie et des éditeurs.
En 1979, la CNEP a fusionné avec la Chambre Syndicale Française de la Philatélie de Roger North et Jean Farcigny, devenant ainsi en France l’unique syndicat de dimension nationale.
La CNEP est surtout connue pour organiser le Salon Philatélique d’Automne, généralement chaque année au mois de novembre.

## La formation d'un syndicat professionnel de philatélistes
La CNEP regroupe les négociants en philatélie et histoire postale, français et étrangers, les experts reconnus, les fabricants et détaillants de matériel, les éditeurs de documents philatéliques et de catalogues. Les négociants affiliés à la CNEP se sont engagés à respecter la charte professionnelle garantissant à leurs clients l’authenticité et la qualité des pièces philatéliques vendues.
En 2003, 201 négociants français sont enregistrés au CNEP (dont 85 à Paris) et 30 étrangers (Allemagne, Belgique, Canada, Espagne, États-Unis, Italie, Jersey, Monaco, Pays-Bas, Royaume-Uni et Suisse). Sur leur site internet est accessible un annuaire à jour sur lequel figure le contact des négociants membres de la CNEP.
La Chambre figure également à l'IFSDA (International Federation of Stamp Dealers Associations), une fédération internationale d'association de philatélistes dont l'objectif est de promouvoir et d'assurer un commerce sûr et honnête de matériel philatélique entre les marchands, et entre les marchands et les collectionneurs du monde entier.

## Garanties
L'adhésion au CNEP oblige les négociants à respecter une charte, en particulier sur la qualité et l'authenticité des pièces vendues.
Le CNEP propose également un système d'alerte aux philatélistes dont la collection aurait été volée. Les négociants inscrits sont alors prévenus et surveillent les achats qu'ils pourraient se voir proposer.

## Salons et manifestations
Le CNEP organise plusieurs salons et manifestations philatéliques en France :
- le Salon Philatélique d'Automne à Paris en novembre au cours duquel a lieu l'assemblée générale annuelle et le renouvellement du tiers du bureau de la chambre[1],
- le Salon Philatélique de Printemps dans une ville de province,
- une Biennale à Paris au printemps.

Ces salons sont l'occasion de l'émission de blocs sans valeur d'affranchissement, mais qui sont référencés et cotés par les catalogues de timbres français. Leur vente permet de financer l'organisation des salons et des actions de promotion de la philatélie.
Fondé en 1946, le Salon Philatélique d’Automne s’est affirmé, au fil des ans, comme la plus importante manifestation philatélique française annuelle. La CNEP organise également chaque année un Salon Philatélique de Printemps dans une ville de province 

## Liste des présidents de la Chambre syndicale des Négociants et Experts en Philatélie
- Mario Mordente
- Roger Loeuillet
- Roger Calves
- Henri Garcia, ?- 2003
- Michel Avenel, 2003 - 2005
- André Borrey, 2005 -[1]2013
- Christophe Yvert, 2013 -2016
- Bertrand Sinais,
- François Farcigny, 2014 -2022
- Paolo Salvatori, 2023 - actuellement